# Framtidsvision (skulptur)

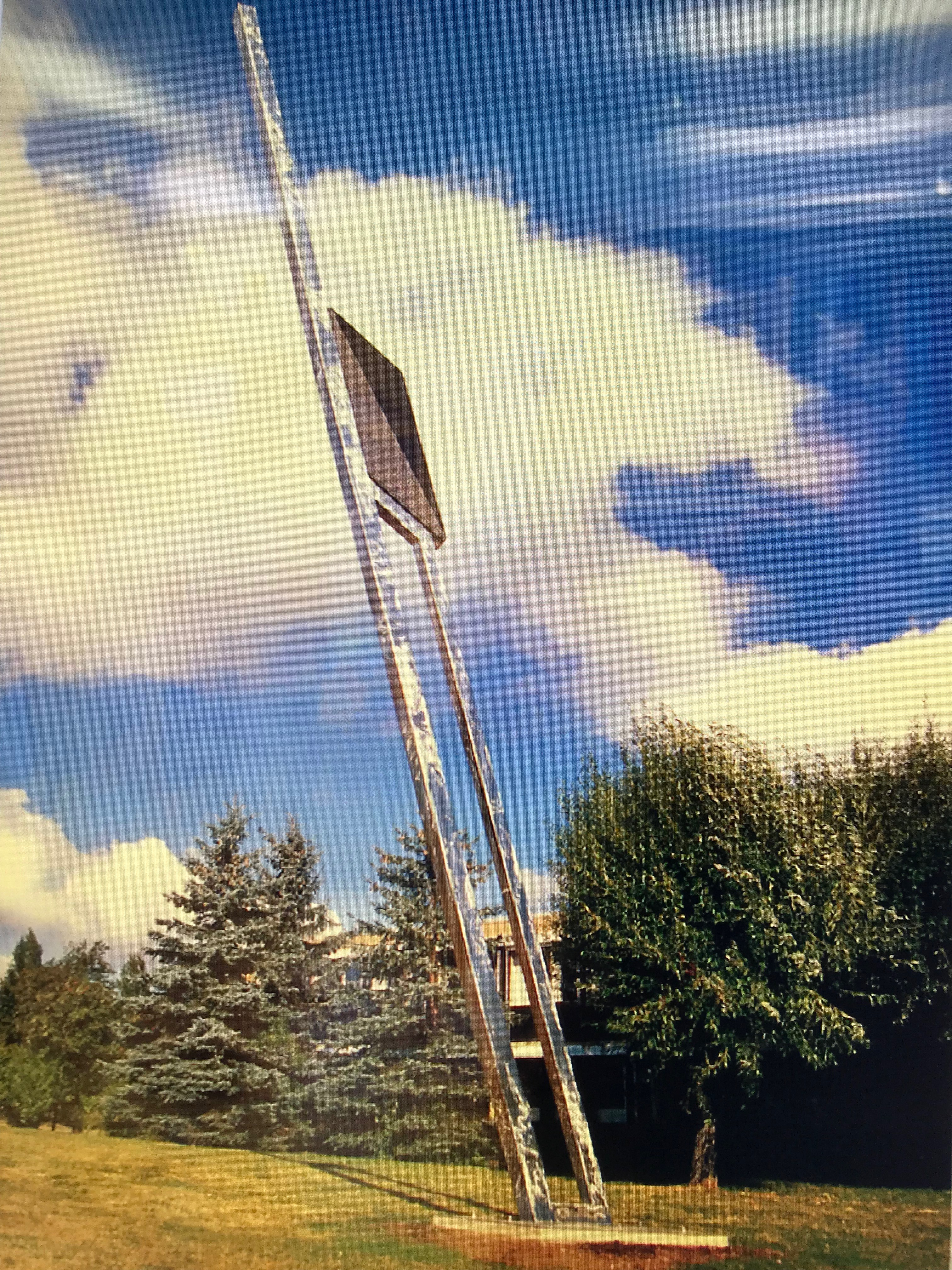
Sandbyskulpturen

Framtidsvision, även kallad Sandbyskulpturen, är ett konstverk av Alexius Huber, som finns i Södra Sandby. Den tillkom 1990 till 1000-årsminnet av Lunds grundande. Det skulle bli en skulptur av Per Kirkeby på Mårtenstorget. Så blev det inte. Istället tog Alexius Huber initiativet till ett annat verk vilket blev Framtidsvision. Han fick med sig byborna och företagarna. Under ett halvår arbetade Huber och 25 augusti blev det invigning av landshövding Bertil Göransson. Vid 20-årsminnet 2010 gjordes en utställning i Sandby centrum och en film.